# Milda Petrowna Wikturina
Milda Petrowna Wikturina (russisch Мильда Петровна Виктурина; * 20. Februar 1923 in Tetjuschi; † 15. Januar 2005 in Moskau) war eine sowjetisch-russische Restauratorin.

## Leben
Wikturina arbeitete 1941–1942 auf einem Kolchos in Tetjuschi. Sie studierte in Moskau am 2. Medizinischen Institut mit Abschluss 1947. Ein weiteres Studium an der Lomonossow-Universität Moskau (MGU) schloss sie 1959 ab.
Ab 1961 arbeitete Wikturina im Moskauer Allunionszentralforschungslaboratorium für Konservierung und Restaurierung von wertvollen Museumsobjekten (WZNILKR), dessen wissenschaftlicher Vizedirektor 1960 Wiktor Wassiljewitsch Filatow geworden war und das Anfang der 1970er Jahre das später nach Igor Emmanuilowitsch Grabar benannte Allrussische Forschungsinstitut für Restaurierung wurde. In der Abteilung für physikalische Untersuchungsmethoden verbesserte sie die Methodik für die Röntgenuntersuchungen von Museumsobjekten. Im Historischen Museum und im Puschkin-Museum richtete sie Begutachtungsabteilungen ein.
Ein besonders seltenes und wertvolles Untersuchungsobjekt war eine französische Bibel-Handschrift aus dem 13. Jahrhundert mit farbigen Miniaturen aus der MGU-Bibliothek, die die Kunsthistorikerin Inna Pawlowna Mokrezowa im WZNILKR ihrer Kollegin Wikturina  vorlegte. Die Bibel stammte aus dem Jesuitenkloster Lyon, kam 1803 aus Pawel Grigorjewitsch Demidows Bibliothek in die MGU und verbrannte nicht im Brand von Moskau (1812). Nach einem dreiseitigen handschriftlichen Text war die Bibel in den 1840er und 1850er Jahren studiert worden. Das Werk war sehr restaurierungsbedürftig, so dass sogleich die Restaurierung beschlossen wurde. Mokrezowa analysierte die Miniaturen, W. L. Romanowa übernahm die paläografischen Analysen, J. F. Serow restauriere den Einband, A. I. Gogolewa fixierte die Miniaturen, und Wikturina führte die Röntgenuntersuchungen der kleinen Miniaturen durch, wofür sie eine spezielle Methodik für die Analyse der feinen Einzelheiten entwickelte. Mit ihren vergleichenden Studien stellte Wikturina fest, dass drei Meister an der Bibel beteiligt waren. In einer Miniatur mit Hauptfigur und Nebenfiguren konnte sie den Hauptmeister und den Assistenten unterscheiden. Ihre Ergebnisse bestätigten und ergänzten Mokrezowas Ergebnisse.
Ab 1974 leitete Wikturina in der Tretjakow-Galerie die wissenschaftliche Begutachtungsabteilung. Mit ihren Röntgenmethoden untersuchte sie Hunderte von  Kunstwerken zur Beantwortung wissenschaftlicher Fragen und für Gutachten, darunter Gemälde europäischer und russischer Meister, Bilder von Avantgarde-Künstlern und altrussische Ikonen.
Etwa 1999 wurde der Tretjakow-Galerie ein zweifelhaftes Gemälde Natalija Sergejewna Gontscharowas zur Überprüfung vorgelegt. Wikturina mit ihrer Expertengruppe kam nach eingehenden stilistischen und technischen Untersuchungen zu dem Schluss, dass dieses Gemälde kein originales Werk Gontscharowas sei. 500 US-Dollar für ein positives Gutachten lehnte sie ab. Darauf erstellte eine andere Expertengruppe ein neues Gutachten, das die Echtheit bestätigte. Darauf schied Wikturina auf eigenen Wunsch aus der Tretjakow-Galerie aus.
Wikturinas ältere Schwester Weronika Petrowna Wikturina (1921–2007) war Radiologin und Organisatorin der Gesundheitsfürsorge.